# 레오니 베네슈
레오니 베네슈(독일어: Leonie Benesch, 1991년 4월 22일 ~ )는 독일의 배우이다.

## 출연 작품
- 페르시아어 수업 (2020년) - 엘사 역
- 픽코 (2010년)
- 컬러스 인 더 다크 (2010년)
- 하얀 리본 (2009년) - 에바 역
- 뷰티풀 비치 (2007년)